# Callistola speciosa
Callistola speciosa es un insecto coleóptero de la familia Chrysomelidae.
Fue descrita científicamente por primera vez en 1835 por Boisduval.